# Hideko, receveuse d'autobus
Pour plus de détails, voir Fiche technique et Distribution.
Hideko, receveuse d'autobus (秀子の車掌さん, Hideko no shashō-san) est un film japonais de Mikio Naruse, sorti en 1941.

## Synopsis
La jeune Okoma est receveuse dans un vieil autobus de campagne aux rares passagers. Avec l'aide du chauffeur, Sonoda, elle va tenter de refaire la clientèle de leur modeste « Compagnie » dirigée par un patron oisif.

## Fiche technique
- Titre original : 秀子の車掌さん (Hideko no shashō-san?)
- Titre français : Hideko, receveuse d'autobus
- Réalisation : Mikio Naruse
- Scénario : Mikio Naruse, d'après le roman Okoma-san (おこまさん?) de Masuji Ibuse[1]
- Musique : Nobuo Iida
- Photographie : Ken Azuma
- Direction artistique : Kazumi Koike
- Société de production : Nan'ō Eiga
- Société de distribution : Tōhō
- Pays d'origine :  Empire du Japon
- Langue originale : japonais
- Format : noir et blanc - 1,37:1 - son mono
- Genre : drame
- Durée : 54 minutes[1] (métrage : six bobines - 1 473 m[1])
- Date de sortie :
  - Empire du Japon : 17 septembre 1941[1]

## Distribution
- Hideko Takamine : Okoma

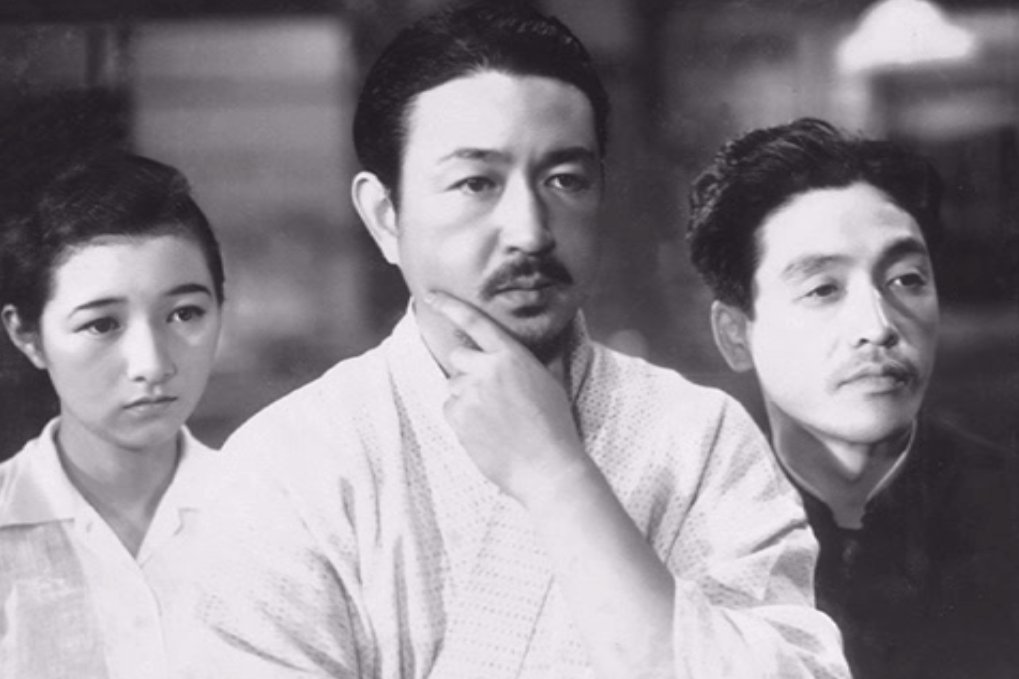
Hideko Takamine, Daijirō Natsukawa et Kamatari Fujiwara.

- Kamatari Fujiwara : Sonoda, le chauffeur
- Daijirō Natsukawa : Igawa, l'écrivain
- Tamae Kiyokawa : l'aubergiste
- Yōtarō Katsumi : Toda, le président de la compagnie de bus
- Tsuruko Mano : la mère d'Okoma

## Commentaire
Ce film marque la première collaboration de l'actrice Hideko Takamine avec le réalisateur Mikio Naruse, ils tourneront ensemble dix-sept films entre 1941 et 1966. La jeune actrice était déjà célèbre, comme le rappelle Jean Narboni : « Naruse y fait jouer pour la première fois la jeune Hideko Takamine, une « enfant prodige » du cinéma ici âgée de dix-sept ans et déjà assez connue à l'époque pour donner son prénom au titre du film, alors que le personnage de la jeune receveuse qu'elle incarne dans la fiction s'appelle Okoma. ». À la vision du film, on se rend très vite compte de son immense talent.